# موشافان
موشافان (الأرمينية: Մուշավան، المعروف سابقا باسم تسورناتاب، شوربولاخ وموشاكان)، هو حي في منطقة اريبونى في العاصمة الأرمينية يريفان.